# Impozitul pe teren
O taxă pe valoarea terenului (LVT), reprezintă o taxă ad valorem pentru valoarea terenului neamenajat. Spre deosebire de impozitele pe proprietate, aceasta nu ia în considerare valoarea clădirilor, a bunurilor personale și a altor îmbunătățiri ale bunurilor imobile. O taxă pe valoarea terenului este în general favorizată de economiști deoarece (spre deosebire de alte impozite) nu produce ineficiență economică și tinde să reducă inegalitatea.
Valoarea impozitului pe teren a fost denumită „impozitul perfect”, iar eficiența economică a unei taxe pe valoarea terenului a fost cunoscută încă din secolul al XVIII-lea. Mulți economiști, de felul lui Adam Smith și David Ricardo au susținut această taxă, dar cel mai cunoscut este asociată cu Henry George, care a susținut că, deoarece oferta de terenuri este fixă și valoarea locației este creată de comunități și lucrări publice, este cea mai logică sursă de venituri publice.
O taxă pe valoarea terenului este o taxă progresivă, deoarece sarcina fiscală revine titularilor, proporțional cu valoarea locațiilor, a căror proprietate este foarte corelată cu averea și veniturile globale. Impozitarea valorilor pe teren este în prezent pusă în aplicare în toată Danemarca, Estonia, Lituania, Rusia, Singapore și Taiwan; de asemenea, a fost aplicată în dimensiuni mai mici în subregiunile din Australia, Mexic (Mexicali) și Statele Unite (de exemplu, Pennsylvania).

## Legături externe
- New South Wales Land Tax Management Act 1956 (Australia) Arhivat în 11 martie 2019, la Wayback Machine.